# Boltigen
Boltigen is een gemeente en plaats in het Zwitserse kanton Bern, en maakt deel uit van het district Obersimmental-Saanen.
Boltigen telt 1.313 inwoners.